# Aapjeskoetsier

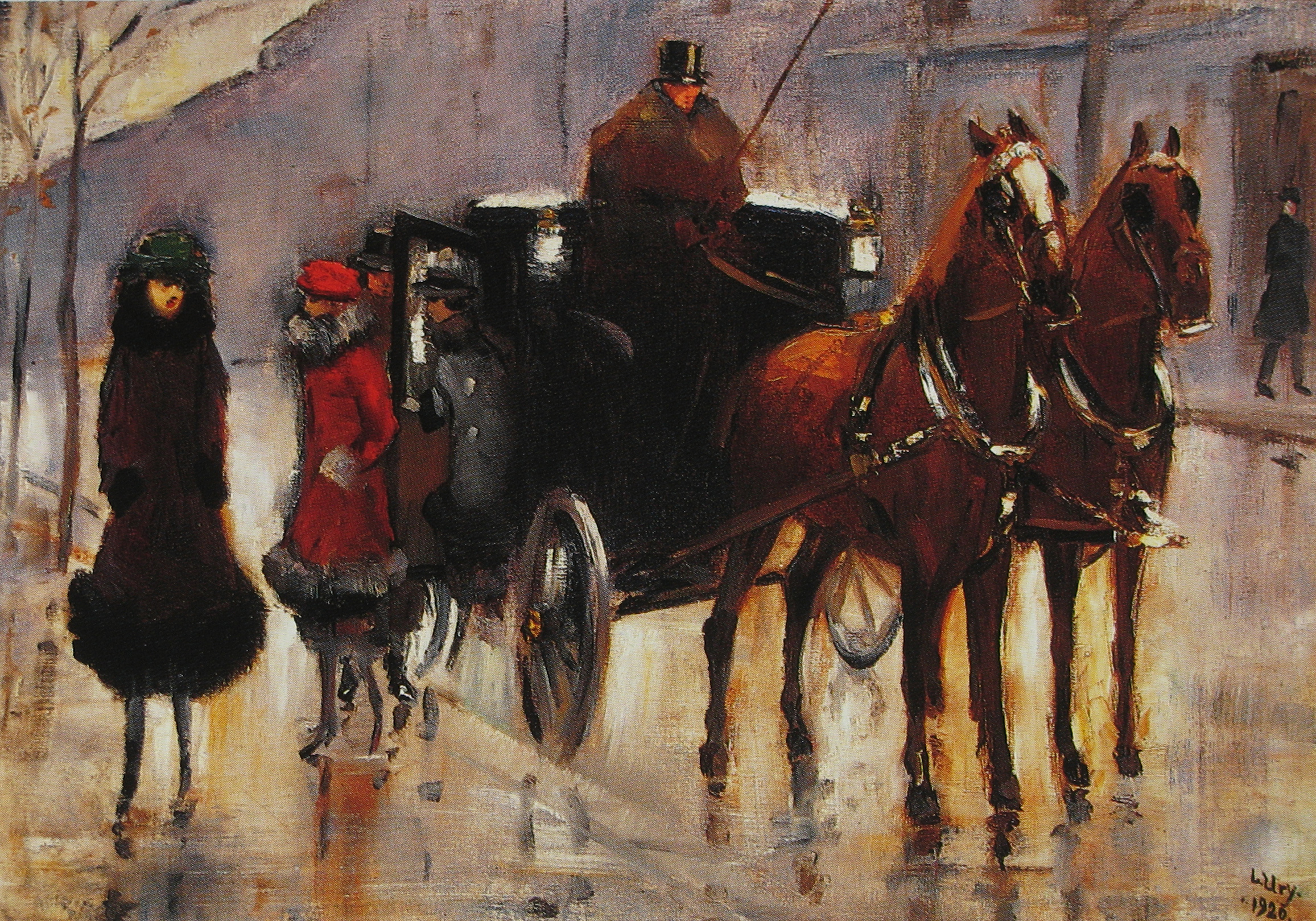
Duitse stadskoetsier rond 1920

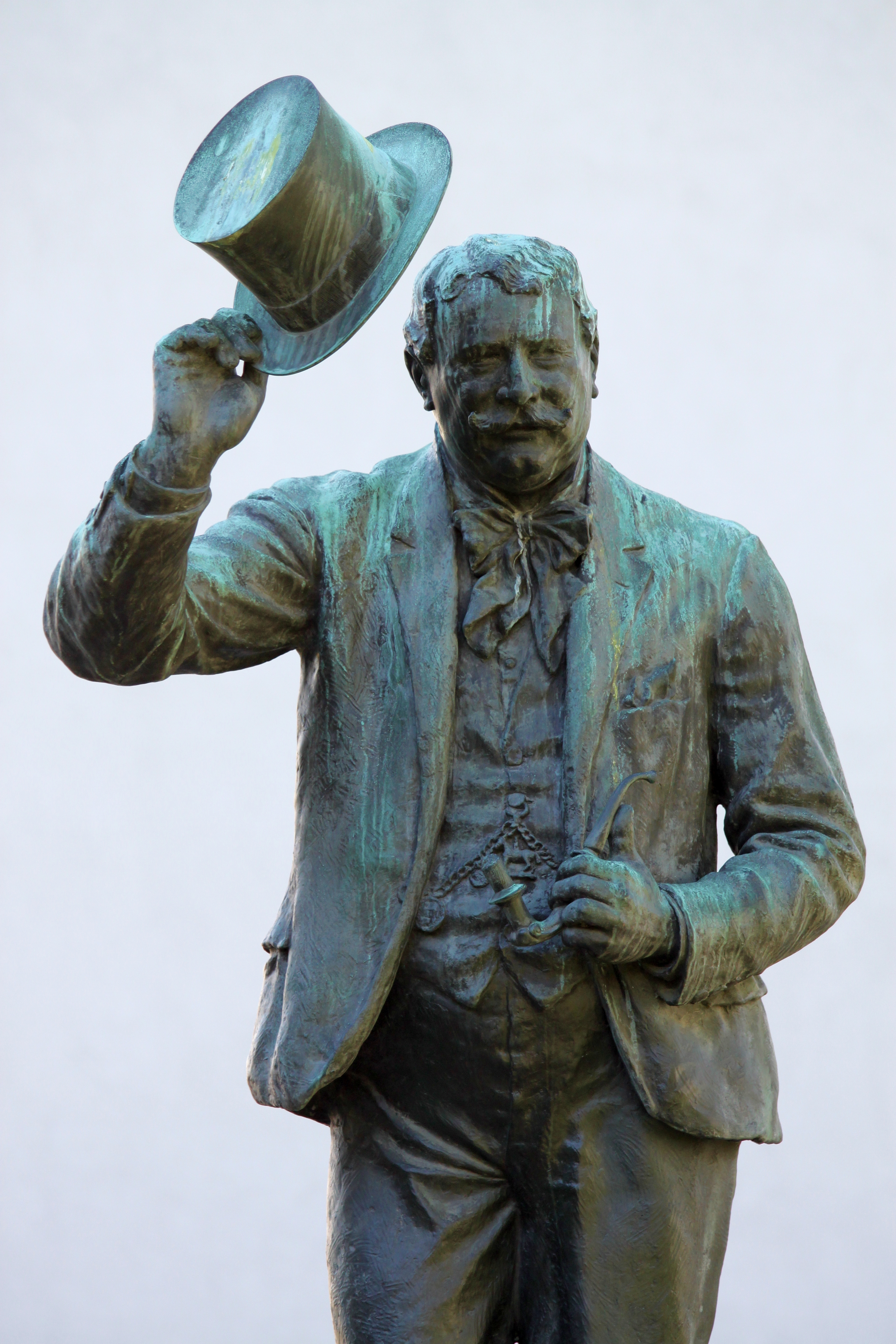
Standbeeld voor de Weense variant: de fiaker

Een aapjeskoetsier was een koetsier van huurkoetsen, gekleed in uniform.

## Geschiedenis
De benaming ontstond vermoedelijk in Amsterdam toen daar in 1880 een paardentaxibedrijf, de Amsterdamsche Rijtuig Maatschappij, werd opgericht. De koetsiers op de koetsen moesten zich onderscheiden van de reeds bestaande, wat armoedige, eenmansvervoersbedrijfjes en werden daartoe in een havanakleurige rijrok, een rood vest, een witgelakte hoed en een zwarte regenjas gestoken.
Aldus zagen ze er zeer opvallend, maar ook enigszins clownesk, uit en werden daarom aapjes genoemd. In die tijd liepen er namelijk ook potsenmakers met in uniform geklede aapjes rond. De naam aapje ging uiteindelijk op de koets over, waarmee de koetsier dus aapjeskoetsier ging heten.

## Trivia
Een volksliedje uit die tijd maakt gewag van de schrille tegenstelling tussen het quasi-gewichtige uniform en de werkelijke, lage, positie die de koetsier in de toenmalige maatschappij werd toebedeeld:
Gekleed als een aapje maken wij nog veel zwier
Maar ik kan 't niet helpen, ik ben maar koetsier